# Michael Sullivan
Michael Sullivan, nome artístico de Ivanilton de Souza Lima (Recife, 9 de março de 1950), é um cantor, músico, compositor e produtor musical brasileiro.
Foi incluído no Latin Songwriters Hall of Fame na 7ª premiação do La Musa Awards.

## Carreira

### Início
Sullivan começou sua carreira cantando na noite do Recife com quatorze anos de idade. Aos quinze anos participou de alguns concursos de calouros como Varieté, de Nilson Lins, na Rádio Jornal do Commercio. Ganhou o primeiro lugar e recebeu o prêmio, a carteira profissional da Ordem dos Músicos do Brasil e um contrato com a TV Jornal do Comercio e assim, iniciou sua carreira de cantor, nos programas da emissora Você faz o Show, Noite de Black-Tie e Bossa 2, consagrando-se desde então como revelação pernambucana.
Aos dezessete anos mudou-se para o Rio de Janeiro, onde conheceu Hyldon (com quem compôs sua primeira canção em 1965), Renato Piau (guitarrista que trabalhou com Tim Maia) e Tinho (saxofonista e arranjador que trabalhou com Tim Maia e um dos fundadores da Banda Vitória Régia). Formaram então o grupo Os Nucleares, que conheceu a sua primeira gravação no ano 1969 em vinil pela RCA.
Travou conhecimento com Cassiano e Tim Maia com quem aprendeu a tocar violão.
Aos dezenove anos integrou o grupo Os Selvagens, e aos 21 anos, o grupo Renato e Seus Blue Caps como cantor e guitarrista. Sua passagem por essa banda resultou em seis discos de ouro, cuja vendagem chegou a mais de 1 000 000 de discos.
Ainda no Renato e seus Blue Caps, Michael Sullivan iniciou sua carreira solo com a canção "My Life" (sua segunda composição), que fez parte da trilha sonora da novela O Casarão, da Rede Globo. Para disfarçar que apesar da canção ser em inglês, o autor era brasileiro, criou o nome artístico a partir da lista telefônica de Nova York. O compacto "My Life" tornou-se para o mercado fonográfico um dos mais vendidos no país, superando a marca de 1 000 000 de cópias, o que equivalia a um Disco de Diamante.
Em 1978, fez o LP pela Capitol Um Mundo Melhor Pro Meu Filho, e em 1979, o LP Michael Sullivan pela K-Tel.
De 1980 a 1986 foi integrante do grupo The Fevers.

### 1979–94: Sullivan & Massadas
Paulo Massadas, que conheceu em 1979 durante um show em que ambos tocaram, foi parceiro frequente de suas composições por 16 anos. A dupla é responsável por muitas canções de sucesso. Começaram escrevendo para o selo nordestino Jangada, da EMI-Odeon, e depois para artistas do estilo brega, como Evaldo Freire, Reginaldo Rossi, Adílson Ramos e José Augusto.
O primeiro sucesso escrito pela dupla e gravado por outro artista foi "Me Dê Motivo", registrado na voz de Tim Maia. Depois dele, dezenas de outros vieram em músicas de artistas como Gal Costa ("Um Dia de Domingo"), Fagner ("Deslizes"), Roupa Nova ("Whisky a Go Go"), entre outros.
Em 1988, a parceria fez o disco Sullivan e Massadas pela gravadora RCA BMG Ariola com a participação de Sergio Mendes e Jermaine Jackson. Em 1989, a dupla fez um compacto com o apresentador da Rede Globo Fausto Silva pela Som Livre, Do tempo que, primeira canção de abertura do programa Domingão do Faustão.
O sucesso da dupla era criticado por parte da crítica, que considerava sua música puramente comercial e acaba avaliando negativamente até os artistas que aceitavam gravar canções escritas por eles.
Em 1990, foi editado o disco Sullivan e Massadas ao vivo, gravado no teatro da SUAM, com sucessos da dupla lançados pela gravadora Som Livre. Em 1992, dando continuidade a sua carreira solo, Michael Sullivan faz o CD Talismã, sucesso de crítica da sua trajetória solo. Em 1994, depois de 19 anos, a dupla se desfez.

### 1995–presente: Carreira solo
Em 1995, já morando nos EUA, lança na gravadora Warner Music o CD de título Michael Sullivan.
Em 1998, Michael Sullivan teve a oportunidade de voltar às suas origens fazendo um CD de black music, com a participação de Cassiano, composições de Hyldon e uma homenagem ao seu professor Tim Maia, no CD Caminhos do Coração, da gravadora Som Livre. Esse disco foi sucesso de vendas e crítica, e  teve a canção "Coração Vazio" como parte da trilha sonora da novela Corpo Dourado, chegando a Disco de Ouro.
Em 2003, Michael Sullivan, já no Brasil, lançou o CD Duetos com grandes vozes, como Simone, Xuxa, Alcione, Sandra de Sá, Tim Maia, Fafá de Belém, Fagner, Joanna entre outros pela Gravadora Sony Music, procurando sintetizar toda a sua obra e assim fechar um ciclo de quatro décadas de sucessos, quando teve sua composição, a canção "Fui eu", gravada originalmente por José Augusto (nesse disco gravada com a participação Zezé Di Camargo & Luciano) sendo bem executada nas rádios. Zezé prometeu se por ventura ela não estourasse como ele queria, regravaria a canção, pois com José Augusto ela não teria sido bem aproveitada, assim fez regravando-a em 2005 com o disco em que ganhou o Grammy Latino daquele ano.
Em 2007, Sullivan lança o CD Sullivan Nu Soul com composições em parcerias com Carlinhos Brown, CD que sai pelo seu novo selo independente Graffite Music.
Em 2010, Sullivan lança o DVD/CD Duplo Sullivan Ao Vivo - Na Linha do Tempo pela Gravadora Universal. Gravado ao vivo em estúdio, com participações dos artistas e parceiros Carlinhos Brown, Martinho da Vila, Daniel Jobim, Jorge Aragão, Arnaldo Antunes, Roberto Menescal e Anayle Lima. A apresentação gravada em setembro de 2009 no PlayRec Studios (RJ), em estilo intimista, lembrando os bares de blues de Nova Orleans, reúne uma big band e 26 canções (22 faixas), apresentadas nos formatos DVD e CD (volumes 1 e 2). A direção de áudio do projeto é assinada por Junior Mendes e Michael Sullivan, enquanto que João Elias Jr. e Luciana Bellini comandam a direção de vídeo. Além das canções conhecidas, o cantor incluiu as inéditas "Baladeiro" (com Hyldon), "Açúcar" (com Dudu Falcão) e "Doce Cabana" (com Carlinhos Brown).
Em 2013, Sullivan lança o CD Mais Forte Que o Tempo com diversos artistas do MPB interpretando suas composições. 

## Produtor
Produziu grandes cantores da MPB, como: Tim Maia, Alcione, Sandra de Sá, Danilo Caymmi, Antônio Marcos, Serguei, Sidney Magal, Fafá de Belém, Roupa Nova, Joanna, Paulo Ricardo, Rosana Fiengo, Fagner, José Augusto e cantores infantis como Trem da Alegria, Xuxa, Os Trapalhões, Balão Mágico, Atchim & Espirro entre outros.
Michael Sullivan foi convidado a trabalhar e morar nos Estados Unidos - Los Angeles e Miami - para ali compor e produzir nomes, como Ricky Martin, Chayanne, Ana Gabriel, Menudos, Chicos de Boulevart, Yuri, Robi Rosa e Michael Sembello entre outros.

## Temas de telenovelas
As conquistas de Sullivan foram aumentando e ficando cada vez mais significativas no mercado brasileiro. Pelo merecido sucesso, suas canções foram temas de trinta telenovelas, como:
- O Casarão
- Locomotivas
- Transas e Caretas
- Um Sonho a Mais
- Jogo do Amor
- Guerra dos Sexos
- Roda de Fogo
- O Outro
- Bambolê
- Sassaricando
- Bebê a Bordo
- Carrossel
- Pedra sobre Pedra
- De Corpo e Alma
- Corpo Dourado
- A Lua Me Disse
- Cobras & Lagartos
- La otra
- Avenida Brasil

## Mundo infantil
Sullivan com Massadas obtiveram êxito com suas canções voltadas aos corações infantis através de Xuxa, Trem da Alegria, Angélica, Palhaço Bozo, TV Colosso, Família Dinossauro, Atchim & Espirro, Mara Maravilha, He-man, ThunderCats, Os Cavaleiros do Zodíaco, Os Trapalhões e outros personagens e personalidades, como Renato Aragão, com as canções Criança Esperança e  Amigos do Peito, antigos temas do Criança Esperança e da UNICEF. Ao todo, compôs aproximadamente 350 canções infantis. Revelou e apostou em Xuxa como cantora e fez a música infantil se tornar gênero forte no Brasil, além disso, criou junto com Paulo Massadas o grupo Trem da Alegria, enorme sucesso entre as crianças dos anos 80 e começo de 90.
Em 1984, criaram o projeto Clube da Criança, com a participação de Patricia Marx e Luciano Nassyn (que mais tarde seriam a base do grupo Trem da Alegria). Foram também convidados a participar desse trabalho o Palhaço Carequinha, Sérgio Mallandro, Robertinho de Recife, Roupa Nova, Martinho da Vila, Sérgio Reis, Emilinha e Xuxa, na época apresentadora de um programa infantil da Rede Manchete. Esse projeto, juntamente à Turma do Balão Mágico, viria a desencadear o maior boom do mercado infantil de todos os tempos. O primeiro LP, autointitulado, vendeu 300 mil cópias, puxado pelo hit "É de Chocolate".

## Livro "O Sucesso Sullivan - Marketing, Estratégias e Pessoas". ISBN-13 978-8541400572[12]
Em 2016 tem sua trajetória de sucesso materializada em uma publicação com ênfase em marketing. Você, com certeza, já ouviu os sucessos desse compositor nas vozes de grandes cantores e intérpretes, como Tim Maia, Roberto Carlo, Alcione, Gloria Estefan, entre outros. Ele tem 300 sucessos nacionais reconhecidos e suas músicas já estiveram presentes em 33 novelas brasileiras! Mas o que é, e como atingir, todo este sucesso? O livro O Sucesso Sullivan: Marketing, Estratégia e Pessoas traz, com uma linguagem simples e clara, um exame da experiência artística do cantor e compositor Michael Sullivan. A obra agrega os fatores que levam o ser humano ao sucesso, além das características e habilidades pessoais, que são as estratégias e técnicas ligadas à administração, ao marketing e ao relacionamento com o semelhante. Dividido em quatro partes, o livro possui exercícios no final de cada capítulo. Seu conteúdo passa pelo significado do sucesso, pelo pensamento estratégico, pela importância de lidar com pessoas e pelas relevantes práticas de Marketing. Os autores (Mario Manhães, André Dias e Rodrigo Sullivan) deixam um recado: para chegar ao sucesso é preciso muito entusiasmo e empenho. Esta é uma leitura para profissionais liberais, empreendedores, executivos e para todos que buscam um lugar ao sol!

## Música Gospel
No final dos anos 90 Michael Sullivan início no meio e compôs canções de sucesso de música gospel. A maioria gravadas por Marcelo Crivella na gravadora Line Records além de outras composições cedidas a outros artistas. Atualmente escreve e produz para a cantora cristã Anayle Sullivan, com quem também é casado.

## Canções
- Gal Costa e Tim Maia ("Um dia de Domingo")
- Simone ("Amei demais", "Deslices (em espanhol)")
- Ivete Sangalo ("Amor Canibal")
- Tim Maia ("Me Dê Motivo", "Leva")
- Fagner ("Deslizes")
- Roberto Carlos ("Amor Perfeito", "Pergunte pro seu Coração", "Meu Ciúme")
- Roupa Nova ("Whisky a Go-Go", "Show de Rock n Roll", "Mistérios", "Luz Da Manhã", "Pecado Original", "Muito Especial", "Romance Mutante", "Raio De Sol", "Quando Bate Uma Saudade", "Na Dor e No Prazer", "Um Sonho a Dois")
- Alcione ("Nem Morta", "Estranha Loucura")
- Sandra de Sá ("Retratos e Canções", "Joga Fora", "Não Vá")
- Joanna ("Amanhã Talvez", "Amor Bandido", "Um sonho a Dois", "Promessas")
- Fafá de Belém "(Meu dilema", "Amor cigano", "Coisas mais loucas", "A luz é minha voz", "Dê uma chance ao coração", "Abandonada")
- Xuxa ("Lua de Cristal", "Brincar de Índio", "Parabéns da Xuxa", "Arco-íris", "Valeu (10 anos de amor)", "É de chocolate", "Estrela cadente", "Profecias (Fim do mundo)", "Estrela guia", "Boas Notícias", "A vida é uma festa", "Xuxa Park", "O elefante feliz", "Parabéns pra Jesus", "A valsa da bailarina", "Rambo", "Apolo", "Hey DJ", "Sexto Sentido", "Dança nas estrelas", "Primeiro aniversário", "Recado pra Xuxa", "Bobeou, dançou", "Coração criança", "Como o sábio diz", "Espelho meu", "Mil vezes mil", "Maçã do amor", "Xuxaxé", "Baila", "Hora do banho", "Férias no Havaí", "Uma canção para Sasha", "Terra prometida", "Em busca do amor", "Trem fantasma", "Na hora em que você quiser chegar")
- Paquitas ("Sorvetão", "Bate na madeira", "Marciano", "Sonho de Verão", "Mangas de Fora")
- Os Trapalhões ("Criança esperança", "Amigos do peito", "Alegria", "Quem não gosta", "No mundo da lua", "O Casamento dos trapalhões", "Fantasminha vagabundo", "Minha festa de aniversário", "Estrela distante", "Super heróis brasileiros", "Coração trapalhão", "Trapalhadas", "Pula veadinho", "Natureza", "Eu quero", "Filhos de Chaplin")
- Angélica ("Na hora de dormir", "Fada bela", "Ciúme", "Cuida de mim", "Semente do amanhã", "Meninas", "Apaixonados", "Parabéns da Angélica ")
- Trem da Alegria ("Uni, Duni, Tê", "É de Chocolate", "Me Faz um Cafuné", "He-Man", "Lambada da Alegria", "O Lobisomem", "Dona Felicidade", entre outros)
- Grupo Chocolate ("É de chocolate")
- Atchim & Espirro ("Uni-duni-tê", "É de chocolate", "Me Faz um Cafuné", "Parabéns da Angélica)
- Rosanah Fienngo ("Nem um Toque", "Custe o que Custar")
- Paulo Ricardo ("Dois", "Segredo", "Como se fosse a primeira vez")
- José Augusto ("Fui eu", "Amar Você")
- Patricia Marx ("Festa do Amor", "Te Cuida Meu Bem", "É Tempo de Amar", "Certo ou Errado", "Sonho de Amor", "Leis do Coração")
- Roberta Miranda ("Faz Amor Comigo")
- Elson do Forrogode ("Talismã")
- TV Colosso ("Eu Não Largo O Osso")
- Raça Negra ("Não Me Deixe Só")
- Copacabana Beat ("Balança Brasil")
- João Mineiro & Marciano ("O Rio Corre Pro Mar")
- Celso Portiolli ("Amizades Virtuais")
- Chitãozinho & Xororó ("Inseparáveis", "Um, Dois, Três")
- The Fevers ("Por Causa de Você")
- Babado Novo ("Insolação do Coração"", ""Ver-te Mar")
- Joelma ("O amor de Deus")
- Felipe Neto ("Família Canarinho")
- Luccas Neto ("Aventureiro Azul")
- Novo Som ("Seguindo o Caminho")
- Larissa & William ("Seiya", "o Cavaleiro de Pégaso")

## Crítica
Nos anos 80, 90 e 2000 Sullivan chegou a ter 40 canções no top #1 das paradas de sucesso. No livro de André Midani, há críticas alegando que suas canções eram sucesso por meio de pagamento às rádios, o que Sullivan nega.
| “ | "A canção, e não mais o disco inteiro, tinha que ter começo, meio e fim, e se transformar num 'jingle da vida' durante os três minutos de sua existência... Todas as estações de rádio foram obrigadas a tocar a mesma música, 'música de trabalho', e o preço do jabá foi à estratosfera." | ” |

-- André Midani, 2008.